# Anisochromis mascarenensis
Anisochromis mascarenensis är en fiskart som beskrevs av Gill och Hans W. Fricke 2001. Anisochromis mascarenensis ingår i släktet Anisochromis och familjen Pseudochromidae. Inga underarter finns listade i Catalogue of Life.